# 11422 Alilienthal
11422 Alilienthal este un asteroid din centura principală de asteroizi.

## Descriere
11422 Alilienthal este un asteroid din centura principală de asteroizi. A fost descoperit pe 10 iunie 1999 la Kitt Peak National Observatory în cadrul proiectului Spacewatch. Asteroidul prezintă o orbită caracterizată de o semiaxă mare de 2,55 ua, o excentricitate de 0,12 și o înclinație de 3,2° în raport cu ecliptica.